# Polinices constanti
Polinices constanti is een slakkensoort uit de familie van de Naticidae. De wetenschappelijke naam van de soort is voor het eerst geldig gepubliceerd in 2012 door Huelsken & Hollmann.